# 小西門圓環

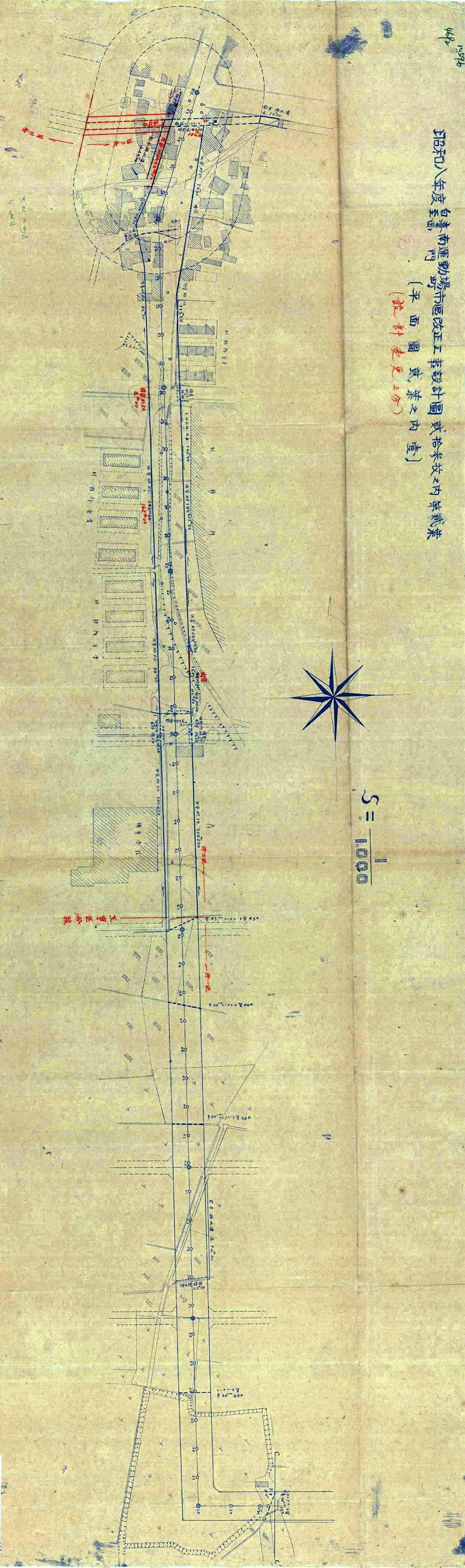
圖中可見小西門圓環與小西門

小西門圓環，是位於臺南市中西區的圓環，因在位在原臺灣府城的小西門附近而稱之，附近一代舊稱「小西腳」。此圓環自1930年代開闢，但並未完工，目前共有五岔路連接西門路、府前路和保安路。

## 介紹
小西門圓環在1911年的「台南市區改正計畫」中即出現，最初設計為圓形的圓環。在1929年的「台南市區計畫地域擴張及既定計畫」中，此圓環改為橢圓形的設計，並在圓環設置一綠帶延伸至臺南運河，並串聯新町遊廓（此綠帶計畫最後並未施行）。1935年，當局決定保留小西門，而橢圓形的設計亦能夠包覆小西門使其得以保存。
此圓環在戰前只完成了部份開闢，在戰後也曾遭攤販占據至1980年代才拆除。而為了拓寬西門路，小西門於1969年遷到了成功大學光復校區重組。至於未完成的圓環用地，仍劃設在現今的都市計畫圖中，因禁建的限制，導致住戶無法另做開發。1999年，當地住戶組成了「小西門自救委員會」，市議員亦也針對此議題質詢。

## 地標
- 蘇氏五連棟街屋
- 下大道良皇宮